# Sybra alternata
Sybra alternata es una especie de escarabajo del género Sybra, familia Cerambycidae. Fue descrita científicamente por Breuning en 1939.
Habita en Filipinas. Mide 9 mm.